# Hypostomus longiradiatus
Hypostomus longiradiatus es una especie de peces de la familia Loricariidae en el orden de los Siluriformes.

## Morfología
Los machos pueden llegar alcanzar los 39,5 cm de longitud total.

## Distribución geográfica
Se encuentran en Sudamérica: cuenca del río Guam.